# Слубіце

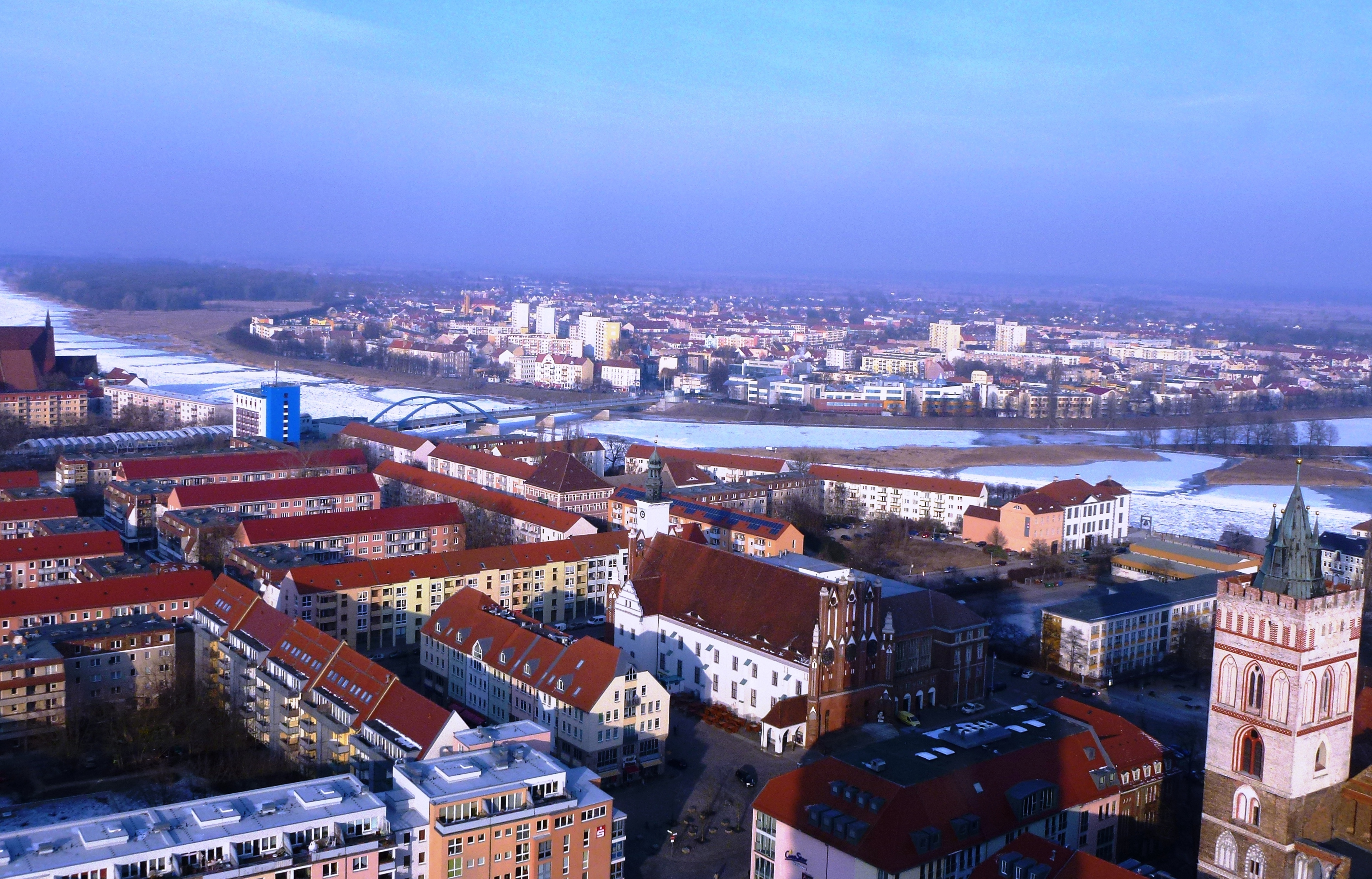
Слубіце, вигляд з Франкфурта-на-Одері

Слубіце (пол. Słubice, нім. Slubice, Frankfurt Oder-(Dammvorstadt)) — місто в північно-західній Польщі, на річці Одер.

## Історія
Від 1555 до 1945 — частина Франкфурта-над-Одрою. Відтоді − адміністративний центр Слубицького повіту Любуського воєводства.

## Пам'ятки Слубиць

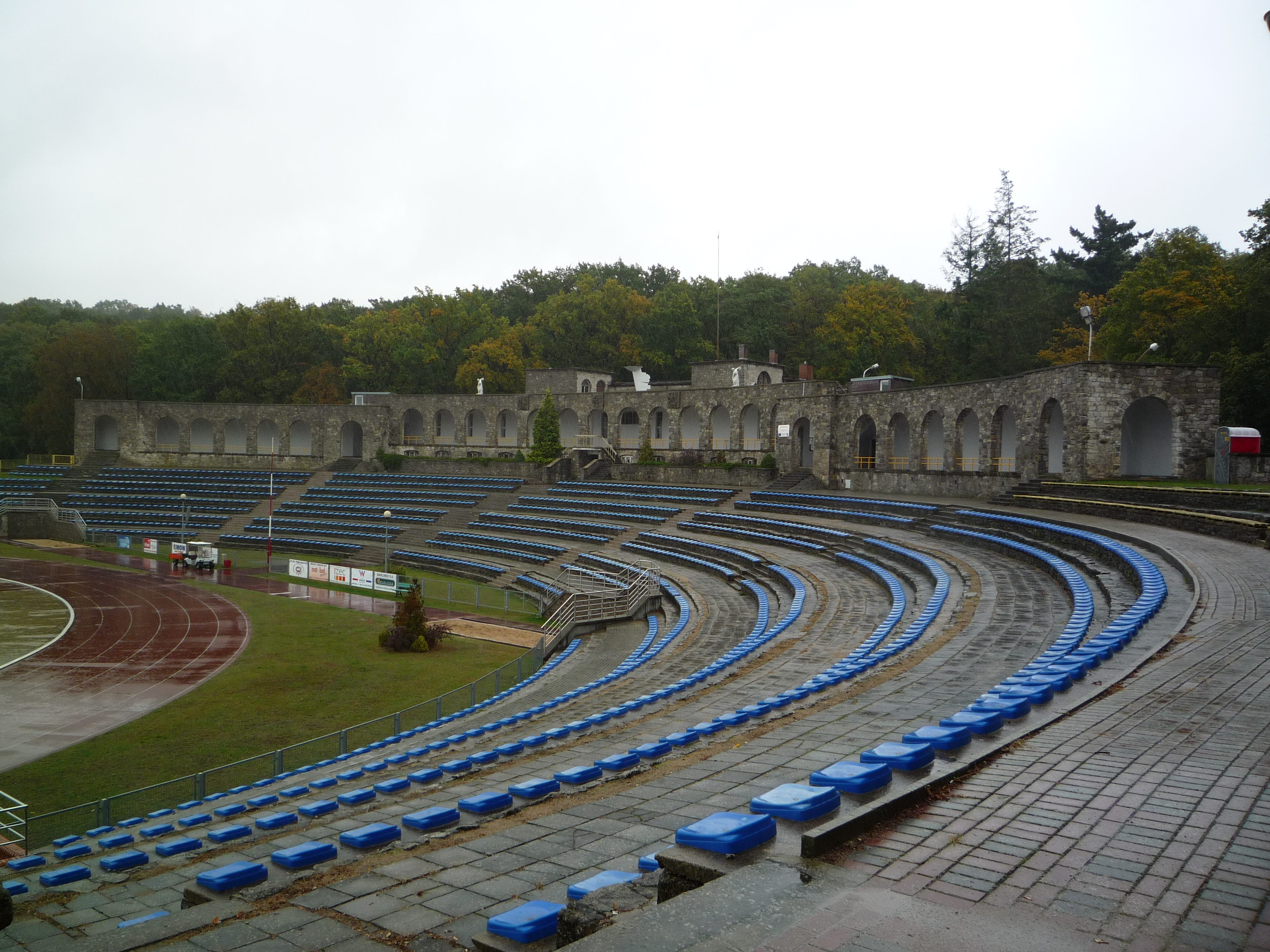
Стадіон «Олімпійський» у Слубицях, історична пам'ятка

- Старе єврейське кладовище (згадується в 1399);
- П'ятдесятий будинок по вулиці Сенкевича, стара будівля міста;
- Будівля кадастрової палати при районному суді, 1710;
- Ратуша на вулиці Селовській, побудована в період з 1770 по 1773 рр.;
- Храм Божої матері, королеви польської 1775;
- Будівля банку «Пекао» 1812;
- Будівлі католицького студентського центру 1855 року;
- Стадіон «Олімпійський», побудований в період з 1914 по 1927 рр., один з найстаріших збережених стадіонів Польщі;
- Міські будинки XVIII, XIX, а також початку XX століття;
- Пам'ятник героям;
- Пам'ятник Вікіпедії.

Пам'ятками також є туристські об'єкти, як, наприклад, заміські велосипедні траси та пішохідні туристські стежки.

## Цікавинки
22 жовтня 2014 року було встановлено у місті пам'ятник Вікіпедії.

## Демографія
Демографічна структура станом на 31 березня 2011 року:
|          | Загалом | Допрацездатний вік | Працездатний вік | Постпрацездатний вік |
| -------- | ------- | ------------------ | ---------------- | -------------------- |
| Чоловіки | 8142    | 1553               | 5922             | 667                  |
| Жінки    | 8901    | 1540               | 5607             | 1754                 |
| Разом    | 17043   | 3093               | 11529            | 2421                 |